# Beautiful (쿠라키 마이의 노래)
〈Beautiful〉(뷰티풀)은 일본의 가수 쿠라키 마이의 32번째 CD 싱글로 2009년 6월 10일에 노던 뮤직에서 발매되었다.

## 해설
이번작의 캐치 프레이지는 “행복 만땅, 들어갑니다.”(幸せ満タン、入りまーす。)이다.
2009년 6월 12일 방송한 TV 아사히계 《뮤직스테이션》에서 첫 피로되었다.
초회반의 DVD에는 〈Beautiful〉의 풀버전의 PV와 30초 CM 스팟이 수록되어있다. 초회반과 통상반에서 자켓이 다르다.
PV는 시치리가하마에서 촬영되었다.
KOSE COSMEPORT 살롱 스타일의 CM로의 타이업과는 다르며, CM 타이업판은 발매되지 않았지만, 발매로부터 약 1년 반 후인 2010년 11월 17일 발매의 오리지널 음반 《FUTURE KISS》에 〈Beautiful (comfortable ver.)〉로 수록되었다.
2010년 4월에 홍콩의 공영 방송국 RTHK 개최의 21st RTHK International Pop Poll Award에서 ‘Top Japanese Gold Song’를 수상하였다.
악곡은 아래의 미디어에서 사용되고 있다.
- 닛폰 TV계 《슷키리!!》 6월 테마송
- KOSE COSMEPORT 살롱 스타일 CM 송

## 싱글 수록곡
1. Beautiful (4:31)
  - 작사: 쿠라키 마이, 작곡: 송양하, 편곡: 이케다 다이스케
2. wana (3:24)
  - 작사: 쿠라키 마이, 작곡: Silver Stream
3. Beautiful (instrumental) (4:30)

## 프로모션 활동

### TV 출연
- MUSIC STATION(2009년 6월 12일 방송, TV 아사히）
- 음악전사 MUSIC FIGHTER(2009년 6월 13일 방송, 닛폰 TV）
- MUSIC JAPAN(2009년 6월 14일 방송, NHK)
- COUNT DOWN TV(2009년 6월 20일 방송, TBS)

※지상파 음악방송만

### 발매 이벤트
발매를 기념해서 ‘Mai Kuraki 10th Anniversary EVENT: Beautiful’가 개최되었으며, 참가자에게 본인으로부터 오리지널 포스트 카드 세트를 직접 건네줬다.
- 6월 10일 신주쿠 Flags 옥상 특설 이벤트 스테이지
- 6월 13일 TRESSA 요코하마 남관 1F 이벤트 광장 / 라라포트 TOKYO-BAY 북관 1F 중앙 광장
- 6월 14일 나고야 아스날 카나야마

## 수록 음반
- ALL MY BEST
- FUTURE KISS